# Carmina Slovenica
Carmina Slovenica je produkcijska hiša, ki deluje pod umetniškim vodstvom Karmine Šilec. Ukvarja se s produkcijo koncertov, glasbeno scenskih dogodkov, festivalov, z založništvom ter izobraževanjem. Z ustvarjalnim konceptom choregie na svetovne odre prinaša inovativne projekte: od koncertov glasbe srednjega veka do glasbeno-scenskih projektov nove glasbe.
V svoji bogati zgodovini je Carmina Slovenica gostovala po vse kontinentih, se predstavila na najbolj cenjenih mednarodnih festivalih ter nastopala na najprestižnejših svetovnih odrih. Enega večjih uspehov je ansambel doživel v letu 2015 na festival Prototype v New Yorku z glasbeno-gledališkim projektom Toksični Psalmi 
Za svoje delo je Carmina Slovenica prejela več kot 100 priznanj doma in v tujini, med njimi dve Prešernovi nagradi, nagrado Fordovega natečaja za ohranjanje kulturne dediščine za projekt Slovenski zvoki, mednarodno nagrado Music Theatre Now v kategoriji »Glasba onkraj opere« in rusko gledališko nagrado Zlata maska za predstavo Ko gora spremeni obleko (2016). Ob 50. obletnici delovanja jim je predsednik republike Slovenije podelil srebrni red za zasluge »za izjemen ustvarjalni prispevek k slovenski in mednarodni kulturi na področju glasbene umetnosti«.

## Diskografija
| Bolj pravljica kot res                 | 1995 |
| Sanjam sen                             | 1996 |
| Drumlca                                | 1997 |
| Sledimo soncu                          | 1998 |
| Citira                                 | 2001 |
| Kraji in časi                          | 2002 |
| CM1                                    | 2006 |
| Vampirabile                            | 2007 |
| Musica Inaudita                        | 2008 |
| Na juriš in the mood!                  | 2009 |
| Drum Café                              | 2009 |
| Musica Inaudita II.                    | 2010 |
| Balkanika                              | 2010 |
| Prošnja za besede                      | 2011 |
| Americas                               | 2011 |
| When the mountain changed its clothing | 2013 |
| Toksični psalmi                        | 2015 |
| Laude Cortonese                        | 2017 |
| VOGP Glasba preživetja                 | 2019 |
| Pokrajine zima                         | 2021 |